# 李智凱

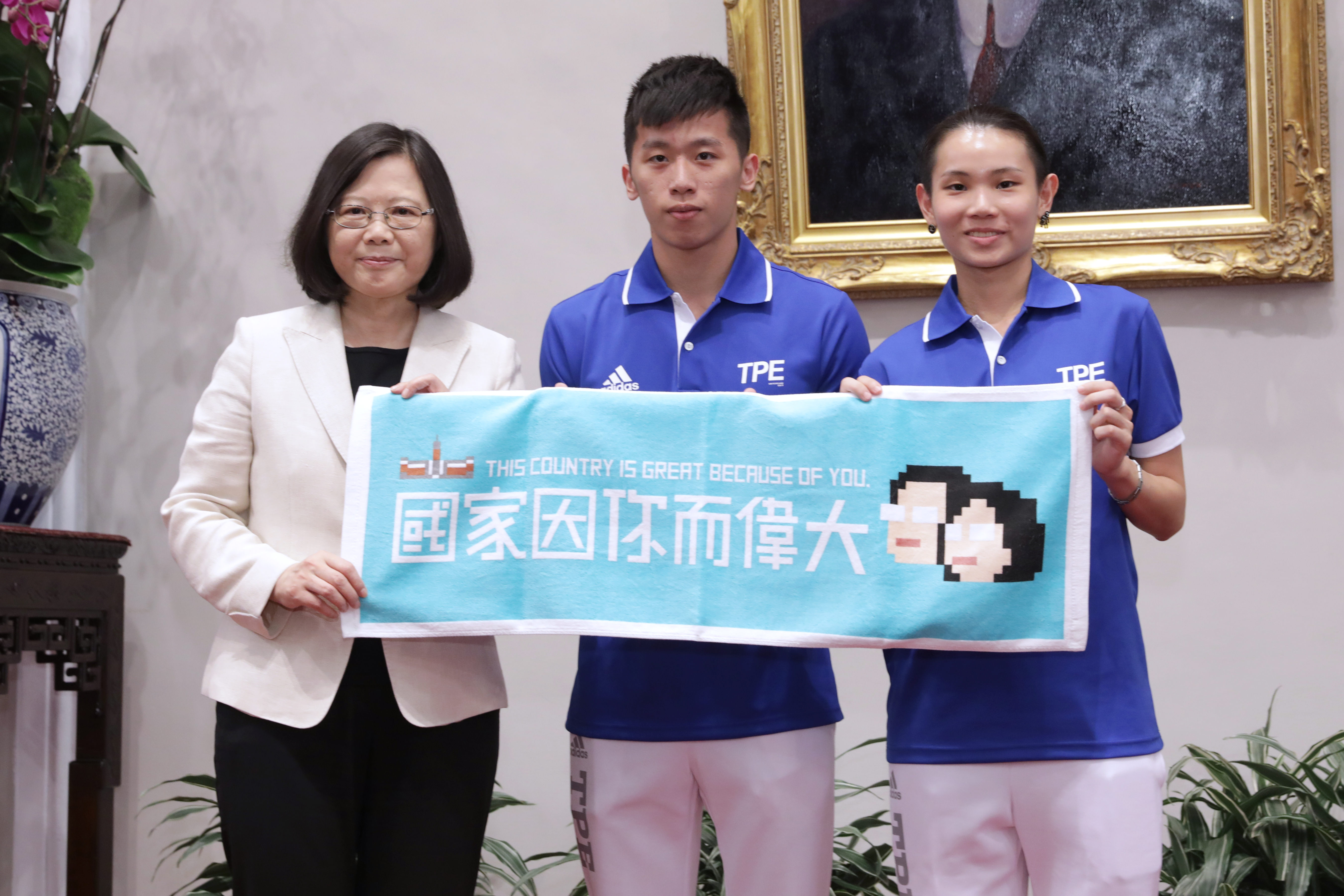
2017年8月31日，李智凱（中）與戴資穎（右）在中華民國總統府代表中華隊接受中華民國總統蔡英文（左）致贈紀念毛巾

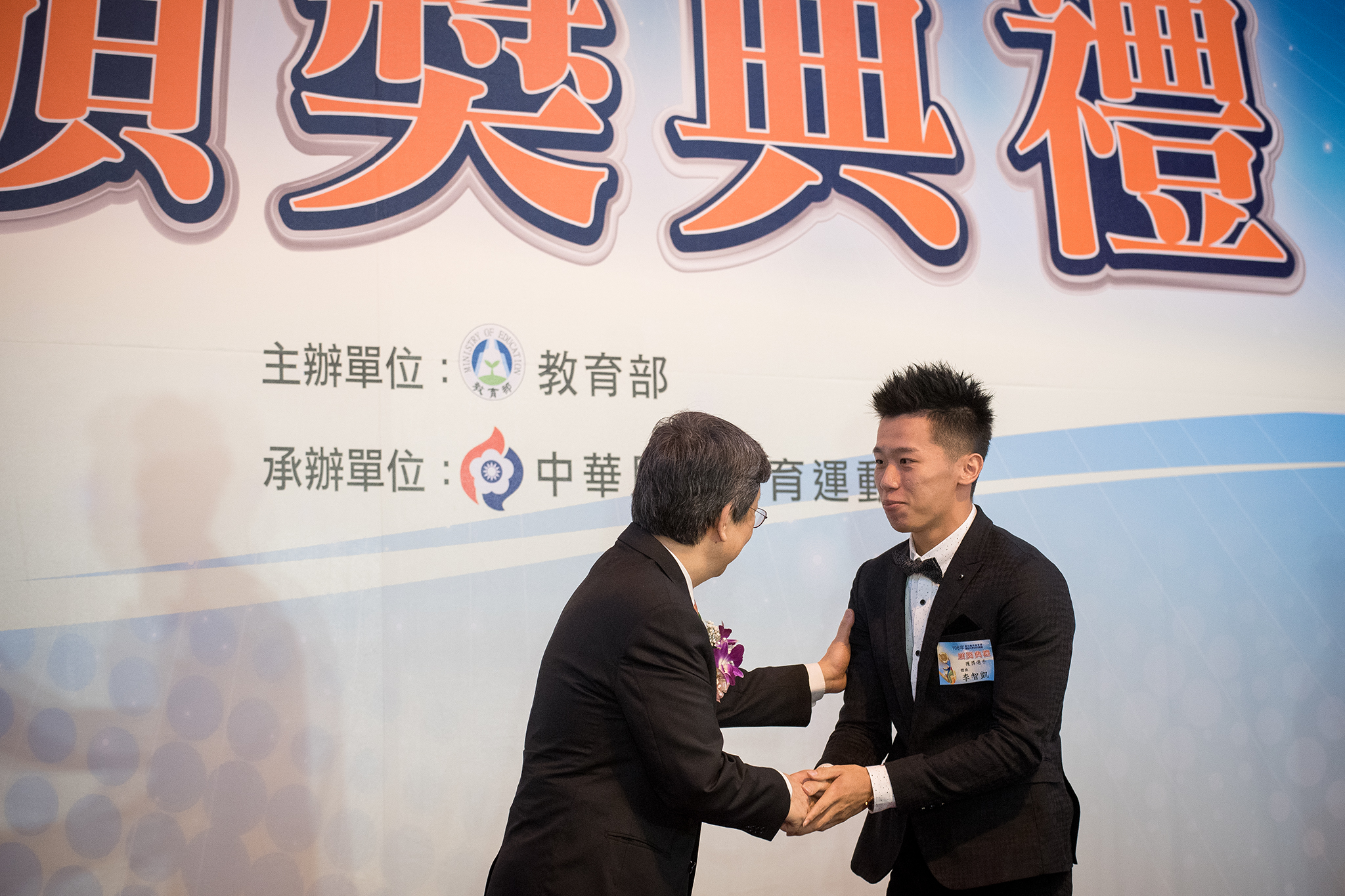
2017年12月1日，李智凱（右）獲頒國光體育獎章

李智凱（Lee Chih-Kai，1996年4月3日—）是臺灣競技體操運動員，特色是以大量高難度「湯瑪士迴旋」完成的鞍馬動作，獲國際體操總會採納為教案並評為最標準的動作。曾在電影《翻滾吧！男孩》演出而以「菜市場凱」（臺羅：tshài-tshī-á-khái）聞名，是2000年雪梨奧運後首位在奧運競技體操項目出賽的臺灣運動員，也是2005年伊士麥世大運後首位在世大運拿下金牌的臺灣競技體操運動員。2018年李智凱在亞運鞍馬項目拿下金牌，寫下中華體操隊史新頁，並於同年世界體操錦標賽拿下鞍馬銅牌。2020年當選第58屆中華民國十大傑出青年（體育技藝類）。2021年8月1日，以預賽第一的排名進入2020東京奧運體操男子鞍馬決賽，終場總和獲15.400分，奪下銀牌，成為台灣史上首位奧運體操項目的獎牌得主。

## 個人生涯

### 啟蒙階段（2001年－2008年）
李智凱出生於宜蘭縣，父親是挖土機司機，母親是市場菜販，念幼稚園時因為身體柔軟度佳而被體操教練林育信發掘，因而從6歲開始練習體操。每次訓練結束後李智凱跟著母親在菜市場擺攤賣菜，靠著他的體操動作在市場引起顧客注意，甚至換取市場其他攤販的商品，獲得了「菜市場凱」的暱稱。
李智凱小學一年級時，加入宜蘭縣羅東鎮公正國民小學體操隊，接受林育信的指導，每週花36小時練習體操，雖然訓練過程中反覆受傷，但他甚少埋怨。林育信培養李智凱從小訓練「湯瑪士迴旋」的技巧，國中開始將原屬於鞍馬動作，但因難度過高而多用於地板動作的「湯瑪士迴旋」重新套用回鞍馬動作上，將一般鞍馬動作常見的併腿旋轉改為雙腳打開旋轉，「湯瑪士迴旋」佔80%以上的鞍馬動作至今成為李智凱的特色，其中倒立後下馬落地的動作，更成為國際裁判講習時的不扣分範本。

### 青少年時期 （2008年－2014年）
2009年4月，正值國中一年級的李智凱代表宜蘭縣立國華國中，初次參加全國中等學校運動會，獲得國中男生組個人單項競賽雙槓金牌、鞍馬銀牌、地板銅牌、單槓第6名、跳馬第7名、吊環第8名的成績。
2010年4月，升上二年級的李智凱再度參加全中運，獲得國中男生組競技體操個人全能競賽第4名以及單項競賽雙槓銀牌、鞍馬銅牌、地板第5名、單槓第6名的成績。
2011年4月，李智凱第三度在全中運取得佳績，拿下國中男生組競技體操個人全能競賽金牌，以及單項競賽地板、鞍馬、跳馬金牌，吊環、雙槓、單槓銅牌，6月從國華國中畢業後原考上羅東高中，但為了就近至桃園的國立體育大學練習體操，9月進入桃園縣成功工商就讀並加入體操隊。李智凱剛到桃園時，因為家人不放心而由姊姊陪同安頓起居，教練林育信也竭盡心力尋求贊助商供給李智凱。林育信在國體大旁為李智凱租了一間小套房，每天早上六點訓練完體能早課後，開車送他去山下的成功工商上課，中午過後再接他回國體大練體操。
2012年3月，李智凱到泰國素攀武里府參加亞洲青少年體操錦標賽，獲得競技體操男子全能第8名、吊環第8名。4月，李智凱第一次以高中學生的身分參加全中運，就在高中男生組競技體操個人全能競賽拿下金牌，以及單項競賽地板、吊環、單槓金牌、鞍馬銀牌、跳馬銅牌，雙槓項目因為心急而表現不佳僅獲得銅牌。即便第一次挑戰高中組賽事就拿下4面金牌，李智凱仍對自己的表現不滿意，他認為只要尚未登上奧運殿堂，就不會有滿意的一天，希望未來能在世大運、奧運等大型國際賽事，爭取更高的榮譽。李智凱的教練林育信也認為，李智凱已有成人水準，只要能有計畫集訓甚至出國移訓，有希望在2017年世大運拿下金牌。10月，李智凱參加全國競技體操錦標賽，獲得高中男子組個人全能銀牌、單項競賽地板、跳馬金牌、吊環、雙槓銀牌、單槓銅牌、鞍馬第4名的成績，被視為臺灣競技體操的新生代潛力選手。
2013年起李智凱加入國家運動訓練中心，參與2014年仁川亞運的培訓計畫。4月，李智凱回到家鄉宜蘭參加2013年全中運，資格賽中鞍馬、單槓、雙槓以第1名晉級決賽，但因為賽前訓練時腰與肩膀受傷，決賽僅得到高中男生組競技體操個人全能金牌與地板金牌，鞍馬、雙槓、單槓銀牌、跳馬銅牌的成績。9月，李智凱再度於全國競技體操錦標賽拿下高中男子組個人全能銀牌，單項成績雙槓金牌，地板、鞍馬、吊環、跳馬、單槓銀牌，成隊金牌的成績。12月，李智凱赴巴西巴西利亞參加世界中學生運動會，獲得競技體操男子地板第4名、跳馬第5名、單槓第6名的成績。
2014年4月10日，李智凱在加拿大溫哥華舉行的泛太平洋體操錦標賽獲得男子團體第6名，而跳馬項目的成績原本有機會闖進前3名，但因為李智凱的怯場最後只以第4名作收。李智凱從小在單純的環境中成長，他明白他必須克服怯場──出國代表國家比賽不但背負責任，還要面對高水準的外國選手以及場邊觀賽的群眾。22日，李智凱以總分82.475分的成績，第三度在全中運高中男生組競技體操個人全能競賽摘冠。23日，李智凱在單項競賽中囊括地板、吊環、雙槓、跳馬金牌、鞍馬、單槓銀牌，以高中三年在全中運的最佳成績5金2銀結束本次賽事，唯一遺憾的是未在拿手的鞍馬項目拿到金牌。李智凱接下來的目標將放在仁川亞運、里約奧運、以及臺北世大運，尤其是臺灣選手在臺北世大運佔有主場優勢，不但是推廣體操運動的最佳時機，若臺灣的體操運動員能拿下獎牌，有助於提升國家的知名度，更能喚起臺灣民眾對體操運動的重視。

### 成人時期（2014年－）

#### 2014年
9月，年僅18歲5個月的李智凱代表中華隊參加仁川亞運競技體操比賽。他在資格賽中，男子個人全能以總分84.050排名11、地板第11名、跳馬第8名的成績分別晉級決賽，鞍馬第9名為晉級候補第1，而吊環、雙槓、單槓項目則分別以第34、26、27名的成績未能晉級。最後在決賽中，李智凱以82.875的總分拿下男子個人全能第6名，單項競賽拿下地板第8名、跳馬第5名的成績，表現亮眼。此外包含李智凱在內的中華臺北男子競技體操代表隊也在本屆賽事獲得團體第6名的成績。
10月3日，李智凱參加南寧世界競技體操錦標賽，於個人全能資格賽中以83.965分排行第45名，在單項競賽成績為地板第88名、鞍馬第53名、吊環第130名、跳馬第38名、雙槓第115名、單槓第122名，個人全能及單項均止步於資格賽。另外包含李智凱在內的中華臺北代表隊團體成績為第24名。

#### 2015年
5月，身為大學新鮮人的李智凱首次參加全國大專院校運動會，即以78.150分的總成績，在公開男子組競技體操個人全能競賽獲得摘下銀牌，而個人單項競賽方面，在地板、鞍馬、雙槓分別獲得金牌，成績斐然。然而在單項競賽地板項目落地時，李智凱不慎壓迫到膝蓋，引發左肩及手肘的舊傷復發，影響了後面其他項目的成績，因此單槓和跳馬僅獲得第5名和第6名的成績，包含李智凱在內的國體大代表隊則獲得公開男子組成隊金牌。對於首次參加全大運的成績，李智凱認為未在擅長的個人全能以及跳馬獲得金牌，顯然還有很大的進步空間，而現階段要積極治療並調整身體狀況，對於接下來的世大運和世錦賽非常期待，不但要維持表現還要更上層樓。
7月5日，李智凱在光州世大運競技體操男子個人全能資格賽，在拿手的鞍馬項目2度失誤落馬僅得到11.850分排名63名，最後總成績52.375分排名83，未晉級決賽。其餘單項競賽排名分別為雙槓第39名、單槓第36名、吊環第54名，亦止步於資格賽。不過包含李智凱在內的中華隊團體成績排名第9，是繼1995年福岡世大運團體第14名後中華隊的最佳成績。
10月5日，李智凱首次在中華民國全國運動會亮相，原形成與「吊環王子」陳智郁對決的局面，但比完吊環項目後陳智郁舊疾復發無法再戰，而李智凱在地板和跳馬項目分別拿下高分，成功奪下競技體操男子全能金牌。這次全運會李智凱給自己很大壓力和期待，月底即將赴英國參加格拉斯哥世界競技體操錦標賽，本次賽事也是一個很好的測試機會。10月底，李智凱在世錦賽個人全能資格賽中以84.331分排行第42名，單項競賽成績地板第28名、鞍馬第22名、吊環第175名、雙槓第52名、單槓第155名，均未晉級決賽。團體成績部分，包含李智凱的中華臺北代表隊在本屆賽事排名第23名。

#### 2016年
3月31日，李智凱在國訓中心舉辦的模擬賽中，拿下全場最高的84.700分。
4月17日，李智凱在里約奧運測試賽中受到體力的困擾，雖然跳馬項目拿到15.100分，其餘在地板、鞍馬、單槓項目略有失常，但最終以男子個人全能總分82.431分獲得參賽資格，成為2000年雪梨奧運後，第一位代表中華臺北在奧運的競技體操項目出賽的運動員。29日，甫獲得奧運參賽資格的李智凱，代表國體大參加全大運拿下公開男子組成隊競賽金牌。
5月1日，李智凱二度參加全大運 ，雖然在公開男子組競技體操個人全能競賽中的鞍馬項目發生失誤，仍以82.575分的總成績獲得他在全大運競技體操個人全能的第一面金牌。2日，在全大運公開男子組競技體操地板、跳馬項目獲得金牌，單槓銀牌，鞍馬、雙槓銅牌的成績。李智凱為了以賽代訓增加大賽經驗，前往葡萄牙阿納迪亞參加葡萄牙體操大獎賽。
6月13日，桃園市政府體育局與壢新醫院簽訂「桃園市優秀運動員就醫綠色通道合作協議」，提供李智凱等24位桃園市運動員全方位的醫療照護。23日，李智凱在葡萄牙體操大獎賽第一天的資格賽中表現失常，只得到地板第21名和鞍馬第20名的成績。教練林育信面對李智凱首次國際賽鞍馬徹底失敗幾乎崩潰，跟李智凱說「都帶你來國際殿堂，你還克服不了自己的心理恐懼，我也不知道該怎麼辦！」24日，李智凱在葡萄牙體操大獎賽第二天的資格賽以跳馬項目第6名晉級決賽。26日，李智凱在葡萄牙體操大獎賽最後一天的跳馬項目決賽拿下第5名。
7月初，李智凱練習地板動作時不慎受傷，造成右腳脛骨末端骨裂以及右腳腳踝韌帶撕裂傷，緊急至壢新醫院急診室就醫，由骨科醫師侯咸仰診斷並開刀在骨裂處打了二根鋼釘。手術治療後，聯新運動醫學中心醫療團隊為李智凱安排訓練及復健課程，包括無重力紅繩懸吊訓練、骨癒合超音波、高壓氧治療與電刺激等訓練復健療程，同時為李智凱的飲食營養把關。經過二週的手術與復健療程，李智凱已能在受保護下自行走路並回歸陣中，但傷勢還是迫使他放棄奧運競技體操的個人全能比賽，只在較為拿手且不太用到腳的鞍馬項目中出賽。
8月7日，李智凱在里約奧林匹克體育館四萬多名觀眾面前，第一位上場進行競技體操資格賽鞍馬項目，然而在鞍馬上進行到第二個最高難度G的旋轉時，不慎失去重心落馬，最後以14.266分排名第31的成績未能晉級決賽。李智凱賽後接受記者訪問表示，第一次參加奧運雖然抱著期待，但身為第一位上場比賽的選手，加上賽前的傷勢影響了信心導致失誤的發生，儘管如此還是從本屆賽事學到了很多經驗。以林育信為首的教練團分析，李智凱若未因失誤落馬扣1分，將會成為該場賽事中最高分的選手，因此在奧運賽後，教練團開始讓李智凱到不同地點接受訓練，並集中人員在場邊看他練習或測驗，模擬正式比賽時的吵雜環境，以訓練李智凱的抗壓力與心理素質。
11月3日，李智凱入圍2016年體育運動精英獎最佳運動精神獎。12月7日，李智凱在公務人力發展中心福華國際文教會館卓越堂獲頒2016年體育運動精英獎傑出獎。

#### 2017年
4月，李智凱因為左大腿內側撕裂傷，經由超音波檢查，發現他的大腿內側出現雞蛋大小般的血腫與肌肉撕裂，且傷勢非常接近表面，不得不放棄全大運。
5月2日，李智凱進行2公分微創手術，直接劃開傷口將血塊抽出後縫合肌肉，爭取加速復原的時間。然而面對接下來的的重要賽事，必須休養恢復卻又不能失去肌肉強度，他透過吊環訓練上肢的肌力，以及在不增加腳部負擔下多琢磨鞍馬的基礎來維持一定的訓練量。
6月初參加新加坡體操公開賽，以令人驚豔的「湯瑪士迴旋」得到鞍馬項目金牌，此時李智凱的傷勢已恢復9成。
7月13日，李智凱正式入選臺北世大運代表團。
8月8日，李智凱先在臺北世大運競技體操測試賽資格賽暨團體決賽中上場，雖然帶傷上陣並發生一些小失誤，鞍馬項目仍以全場最高14.850分晉級決賽，並且拿下團體賽金牌。9日，李智凱在測試賽決賽中以14.200分拿下鞍馬項目金牌。李智凱談到對本次世大運的期待，就是將他最拿手的鞍馬調整到完美，並晉級決賽，甚至在全場觀眾面前呈現15分以上的超高難度美技。19日，李智凱在臺北世大運競技體操男子資格賽中以鞍馬第3名、全能第12名的成績晉級決賽，另外包含李智凱在內的中華臺北男子競技體操隊團體成績雖一度排名第1，但最後以第5名作收。22日，李智凱在男子全能決賽中，以拿手的鞍馬項目表現最佳，拿下決賽最高的14.800分，然而吊環項目落地時發生失誤只得到12.300分墊底，最後以總分82.600分名列第7。賽後李智凱接受記者訪問表示，男子全能決賽的鞍馬項目成績讓他增加不少信心，期許能在明天的鞍馬項目決賽一舉奪牌。23日，伴隨滿場群眾的歡呼聲，李智凱在男子鞍馬項目決賽中順暢完成全套動作，最後獲得決賽最高的15.300分，超越里約奧運競技體操雙槓金牌得主奥列格·维尔尼亚耶夫的15.033分，寫下他在大型國際賽事的最佳成績，同時也是2016年國際體操總會修改計分規則後，鞍馬項目分數最高的世界紀錄，為中華隊奪下當屆賽事的第8面金牌。
這一面金牌是繼2005年伊士麥世大運黃怡學首度以男子跳馬項目拿下第1面男子競技體操金牌後，中華隊在世大運的第2面男子競技體操金牌及第1面男子鞍馬項目金牌。為此中華民國總統蔡英文和宜蘭縣代理縣長吳澤成分別在Facebook發文恭喜李智凱創下歷史最佳成績，蔡英文並鼓勵他「繼續盡情翻滾，挑戰下一個舞台。」李智凱在賽後接受採訪說，2016年奧運經驗的磨練，讓他能減輕壓力並且調整呼吸來準備比賽，而他對今天的表現感到滿意，成套完成度很高，是體操生涯最棒的一次演出。生涯歷經大小傷勢與挫折，李智凱最感謝教練林育信一路扶持他，為當年電影《翻滾吧！男孩》寫下完美的結局。
24日，李智凱在記者會上表示，在大型比賽總會因為緊張和壓力發生失誤，這次世大運比賽是第一次在大賽中完美呈現整套鞍馬動作。對於李智凱而言，世大運奪金只是下一個目標的起點，為接下來的大型賽事──2018年雅加達亞運、2020年東京奧運努力。李智凱的教練林育信也預計將鞍馬動作的「湯瑪士迴旋」比例從80%提升到90%，難度起評分增加到6.7分，只要李智凱心情平穩，要在奧運晉級絕非難事。31日，中華民國總統蔡英文在總統府大禮堂接見臺北世大運中華隊成員，李智凱與戴資穎代表中華隊接受蔡英文致贈「國家因你們而偉大」的紀念毛巾。蔡英文跟李智凱說，「我看你不能再叫菜市場凱，現在要叫金牌凱」。晉見結束後，李智凱與教練林育信以及其他中華隊成員登上車隊參加「831台灣英雄大遊行」，沿途受到熱情民眾夾道歡呼。
9月13日，李智凱赴法國巴黎參加世界盃競技體操單項大獎賽。16日，李智凱在世界盃資格賽中以地板第40名、鞍馬第13名、跳馬第18名、雙槓第30名作收。23日，李智凱、鄭兆村、蘇佳恩三位在臺北世大運奪金的選手於桃園市政府舉辦的「桃園市選手參加2017臺北世界大學運動會慶功頒獎典禮」中，代表桃園市30位參賽運動員接受總額新臺幣232萬5千元的獎勵金及獎座。
10月23日，李智凱在宜蘭縣舉行的全國運動會中，代表桃園市以總分79.850分拿下競技體操男子組個人全能金牌。24日，李智凱在全運會競技體操男子組個人單項競賽，奪下鞍馬、跳馬、單槓共三面金牌，地板項目獲得銀牌，吊環與雙槓項目排名第4，總計個人為桃園市在本屆全運會奪得4金1銀，結束2017年所有賽事。李智凱在本次賽事中最滿意跳馬項目的表現，接下來會以訓練為主，為2018年亞運做準備。
11月16日，李智凱入圍2017年體育運動精英獎最佳男運動員獎。12月1日，李智凱獲頒國光體育獎章。27日，李智凱在公務人力發展中心福華國際文教會館卓越堂獲頒2017年體育運動精英獎最佳運動精神獎，成為該獎項設置以來第一位獲獎的體操運動員。

#### 2018年
因應2020年東京奧運競技體操資格方式改變，2018年底的世界大獎賽起將採用奧運積分制，因此李智凱從2018年起計劃頻繁出國參賽，在大獎賽中爭取單項積分，以取得2020年東京奧運參賽資格。
2月22日，李智凱在墨爾本體操世界大獎賽預賽中，先以鞍馬15.133分排名第1晉級決賽。23日，李智凱在預賽中再以雙槓項目14.000分排名第2、跳馬項目14.300排名第4晉級決賽。24日，李智凱在鞍馬決賽中做為第2位上場的選手，雖拿下14.833分暫居第1，但最後一名上場的哈薩克選手納里曼·庫爾班諾夫以14.933分的成績超越李智凱，最後李智凱在鞍馬項目獲得銀牌。25日，李智凱再以14.450分拿下跳馬項目銀牌，雙槓項目則獲得13.800分排名第4，以0.066分與銅牌擦身而過，結束在澳洲墨爾本的賽事。
3月11日，李智凱赴亞塞拜然參加巴庫體操世界大獎賽。15日，李智凱在預賽中雙槓項目以13.933分晉級決賽，地板項目僅得12.666分排名22未能晉級。16日，李智凱在鞍馬項目以預賽第二高的14.866分晉級決賽。17日，李智凱在雙槓項目決賽以11.866分獲得第8名。18日，李智凱在鞍馬項目決賽以14.766分奪下銀牌，結束本次在亞塞拜然的賽事。
2018年亞洲運動會，8月20日，資格賽李智凱在鞍馬項目以15.050分和雙槓項目以14.000分晉級個人決賽，23日鞍馬項目決賽以15.400分奪得台灣首面體操金牌，24日雙槓項目以14.025分排名第六。
李智凱在2018年體操世界錦標賽鞍馬項目決賽以14.966分奪下銅牌，中國肖若騰與英國馬克斯·惠特洛克分別獲得金牌與銀牌。

#### 2019年
李智凱在2019年夏季世界大學運動會鞍馬項目決賽以15.400分奪下金牌，競技體操男子個人全能項目決賽以83.950分奪下銅牌。
世界挑戰盃巴黎站鞍馬決賽兩度落馬，最終以12.350分獲得第七名。
2019年世界競技體操錦標賽鞍馬項目決賽以15.433分奪下銀牌，英國馬克斯·惠特洛克以15.500分獲得金牌。

#### 2021年
李智凱在2020東京奧運體操鞍馬項目決賽以難度分6.700，實施分8.700，共15.400分奪下銀牌，是台灣選手史上第一面奧運體操獎牌。英國馬克斯·惠特洛克以15.583分（難度分7.000，實施分8.583）獲得金牌。

#### 2023年
李智凱在世界盃埃及開羅站資格賽以14.533分第3名闖入決賽，決賽以15.033分成功摘金。
9月，李智凱代表中華隊參加杭州亞運競技體操比賽。李智凱在資格賽中，以男子鞍馬第1名、雙槓第14名的成績分別晉級決賽，也帶領男團奪得隊史首面銅牌，而吊環和單槓項目則各為第17名的成績未能晉級。最後在決賽中，李智凱以15.500的高分奪得男子鞍馬金牌完成連霸。
2023年世界競技體操錦標賽鞍馬項目決賽，李智凱因失誤以13.500分完賽排名第八，愛爾蘭里斯·麦克莱纳根以15.100分獲得金牌。

## 個人生活
2021年12月19日，與交往6年的女友吳亞芸結婚。2022年9月長子出生。

## 電影演出

### 《翻滾吧！男孩》
2005年，小學二年級的李智凱演出紀錄片《翻滾吧！男孩》中的小體操選手，紀錄片導演林育賢為李智凱教練林育信之弟，在片中紀錄林育信培訓李智凱等七位公正國小學生成為體操選手，並帶領他們拿下全國競技體操錦標賽國小中年級組團體冠軍的故事。

### 《翻滾吧！男人》
2015年底，李智凱前往英國參加世錦賽，亦是里約奧運競技體操的資格賽，讓林育賢開始拍攝《翻滾吧！男人》紀錄片計畫，拍攝李智凱與教練林育信為了取得奧運參賽資格打拚，但因傷勢影響比賽表現而受挫過程，以及李智凱與小學一起練習體操的同伴黃克強互相較勁的故事，拍攝成本為新臺幣2,000萬元。2017年7月24日，《翻滾吧！男人》在左營國訓中心首映。8月，林育賢前往臺北世大運賽場紀錄李智凱的參賽過程，並添加李智凱奪下金牌的部分至片中。《翻滾吧！男人》在10月27日於臺灣上映。

## 品牌代言
- 2017年8月31日，李智凱與教練林育信，以及臺灣標槍運動員鄭兆村，出席記者會為一個月後的婕斯盃全明星羽球對抗賽站台。[154][155]
- 2017年9月1日，李智凱與林育信應邀至高雄長庚醫院，協助推廣院內「湖畔咖啡屋」庇護工場精神障礙病患製作的中秋節伴手禮盒等多項產品，並體驗牛軋餅製作。[156][157]
- 2017年9月11日，李智凱與鄭兆村為桃園舉辦並申請國際認證的半程馬拉松賽站台宣傳。[158][159]
- 2017年9月22日，李智凱出席在台北孔廟舉行的雅詩蘭黛集團粉紅絲帶乳癌防治宣導公益點燈活動。[160][161]
- 2017年9月24日，李智凱等13位臺北世大運參賽運動員及教練出席「長庚紀念醫院2017永慶盃路跑高雄場」擔任代言人。[162][163]
- 2017年10月15日，李智凱等4位臺北世大運參賽運動員出席力挺第13屆三星公益路跑「Run For Children」。[164][165]
- 2018年1月12日，李智凱與5名臺灣企業家獲臺灣三星遴選為平昌冬季奧運的火炬手，在韓國仁川廣域市以接力方式傳遞聖火。[166][167]

## 參賽紀錄

### 世界性賽事
- 2020年夏季奧林匹克運動會：競技體操男子鞍馬  銀牌
- 2019年世界體操錦標賽：競技體操男子鞍馬  銀牌 [1]
- 2019年夏季世界大學運動會：競技體操男子鞍馬  金牌[168]
- 2019年夏季世界大學運動會：競技體操男子團體  銀牌[169]
- 2019年夏季世界大學運動會：競技體操男子個人全能  銅牌[170]
- 2019年杜哈體操世界盃：競技體操男子鞍馬  金牌 [1]
- 2019年墨爾本體操世界盃：競技體操男子鞍馬  金牌 [1]
- 2018年科特布斯體操世界盃：競技體操男子鞍馬  金牌 [1]
- 2018年世界體操錦標賽：競技體操男子鞍馬  銅牌 [1]
- 2018年奧西耶克體操世界挑戰盃：競技體操男子鞍馬  金牌 [1]
- 2018年奧西耶克體操世界挑戰盃：競技體操男子地板第4名 [1]
- 2018年奧西耶克體操世界挑戰盃：競技體操男子跳馬第4名 [1]
- 2018年杜哈體操世界盃：競技體操男子鞍馬  銀牌 [1]
- 2018年杜哈體操世界盃：競技體操男子地板第5名 [1]
- 2018年杜哈體操世界盃：競技體操男子跳馬第6名 [1]
- 2018年巴庫體操世界盃：競技體操男子鞍馬  銀牌 [139]
- 2018年巴庫體操世界盃：競技體操男子雙槓第8名 [138]
- 2018年墨爾本體操世界盃：競技體操男子鞍馬  銀牌 [1]
- 2018年墨爾本體操世界盃：競技體操男子跳馬  銀牌 [1]
- 2018年墨爾本體操世界盃：競技體操男子雙槓第4名 [1]
- 2017年夏季世界大學運動會：競技體操男子鞍馬  金牌 [171]
- 2017年夏季世界大學運動會：競技體操男子團體第5名[97]
- 2017年夏季世界大學運動會：競技體操男子個人全能第7名 [98]
- 2015年夏季世界大學運動會：競技體操男子團體第9名[65]
- 2013年世界中學生運動會：競技體操男子地板第4名[34][35]
- 2013年世界中學生運動會：競技體操男子跳馬第5名[34][35]
- 2013年世界中學生運動會：競技體操男子單槓第6名[34][35]

### 區域性賽事
- 2018年泛太平洋體操錦標賽：競技體操男子跳馬  金牌 [172]
- 2018年泛太平洋體操錦標賽：競技體操男子鞍馬  銀牌 [172]
- 2018年泛太平洋體操錦標賽：競技體操男子地板  銅牌 [172]
- 2018年亞洲運動會：競技體操男子鞍馬  金牌
- 2017年新加坡體操公開賽：競技體操男子鞍馬  金牌[173]
- 2017年亞洲體操錦標賽：競技體操男子成隊第4名[174]
- 2017年亞洲體操錦標賽：競技體操男子全能第7名[175]
- 2016年葡萄牙體操世界大獎賽：競技體操男子跳馬第5名[80]
- 2014年泛太平洋體操錦標賽：競技體操男子跳馬第4名[37]
- 2014年泛太平洋體操錦標賽：競技體操男子成隊第6名[36]
- 2014年亞洲運動會：競技體操男子跳馬第5名[49]
- 2014年亞洲運動會：競技體操男子成隊第6名[50]
- 2014年亞洲運動會：競技體操男子全能第6名[47]
- 2014年亞洲運動會：競技體操男子地板第8名[48]
- 2012年亞洲青少年體操錦標賽：競技體操男子全能第8名[27]
- 2012年亞洲青少年體操錦標賽：競技體操男子吊環第8名[28]

### 國內賽事
- 中華民國106年（2017年）全國運動會：男子組競技體操個人全能競賽  金牌 [179]
- 中華民國106年（2017年）全國運動會：男子組競技體操鞍馬  金牌[180]
- 中華民國106年（2017年）全國運動會：男子組競技體操跳馬  金牌[181]
- 中華民國106年（2017年）全國運動會：男子組競技體操單槓  金牌[182]
- 中華民國106年（2017年）全國運動會：男子組競技體操地板  銀牌[183]
- 中華民國106年（2017年）全國運動會：男子組競技體操吊環第4名[184]
- 中華民國106年（2017年）全國運動會：男子組競技體操雙槓第4名[185]
- 中華民國105年（2016年）全國大專院校運動會：公開男子組競技體操成隊  金牌
- 中華民國105年（2016年）全國大專院校運動會：公開男子組競技體操個人全能競賽  金牌
- 中華民國105年（2016年）全國大專院校運動會：公開男子組競技體操地板  金牌
- 中華民國105年（2016年）全國大專院校運動會：公開男子組競技體操跳馬  金牌
- 中華民國105年（2016年）全國大專院校運動會：公開男子組競技體操單槓  銀牌
- 中華民國105年（2016年）全國大專院校運動會：公開男子組競技體操鞍馬  銅牌
- 中華民國105年（2016年）全國大專院校運動會：公開男子組競技體操雙槓  銅牌
- 中華民國104年（2015年）全國運動會：男子組競技體操個人全能競賽  金牌
- 中華民國104年（2015年）全國運動會：男子組競技體操地板  金牌
- 中華民國104年（2015年）全國運動會：男子組競技體操鞍馬  金牌
- 中華民國104年（2015年）全國運動會：男子組競技體操單槓  金牌
- 中華民國104年（2015年）全國運動會：男子組競技體操跳馬  銀牌
- 中華民國104年（2015年）全國運動會：男子組競技體操成隊第4名
- 中華民國104年（2015年）全國運動會：男子組競技體操吊環第4名
- 中華民國104年（2015年）全國運動會：男子組競技體操雙槓第4名
- 中華民國104年（2015年）全國大專院校運動會：公開男子組競技體操成隊  金牌
- 中華民國104年（2015年）全國大專院校運動會：公開男子組競技體操地板  金牌
- 中華民國104年（2015年）全國大專院校運動會：公開男子組競技體操鞍馬  金牌
- 中華民國104年（2015年）全國大專院校運動會：公開男子組競技體操雙槓  金牌
- 中華民國104年（2015年）全國大專院校運動會：公開男子組競技體操個人全能競賽  銀牌
- 中華民國104年（2015年）全國大專院校運動會：公開男子組競技體操單槓第5名
- 中華民國104年（2015年）全國大專院校運動會：公開男子組競技體操跳馬第6名
- 中華民國103年（2014年）全國中等學校運動會：高中男生組競技體操全能  金牌
- 中華民國103年（2014年）全國中等學校運動會：高中男生組競技體操地板  金牌
- 中華民國103年（2014年）全國中等學校運動會：高中男生組競技體操跳馬  金牌
- 中華民國103年（2014年）全國中等學校運動會：高中男生組競技體操吊環  金牌
- 中華民國103年（2014年）全國中等學校運動會：高中男生組競技體操雙槓  金牌
- 中華民國103年（2014年）全國中等學校運動會：高中男生組競技體操鞍馬  銀牌
- 中華民國103年（2014年）全國中等學校運動會：高中男生組競技體操單槓  銀牌
- 中華民國102年（2013年）全國競技體操錦標賽：高中男生組成隊  金牌
- 中華民國102年（2013年）全國競技體操錦標賽：高中男生組雙槓  金牌
- 中華民國102年（2013年）全國競技體操錦標賽：高中男生組全能  銀牌
- 中華民國102年（2013年）全國競技體操錦標賽：高中男生組跳馬  銀牌
- 中華民國102年（2013年）全國競技體操錦標賽：高中男生組吊環  銀牌
- 中華民國102年（2013年）全國競技體操錦標賽：高中男生組雙槓  銀牌
- 中華民國102年（2013年）全國競技體操錦標賽：高中男生組單槓  銀牌
- 中華民國102年（2013年）全國競技體操錦標賽：高中男生組鞍馬  銀牌
- 中華民國102年（2013年）全國中等學校運動會：高中男生組競技體操全能  金牌
- 中華民國102年（2013年）全國中等學校運動會：高中男生組競技體操地板  金牌
- 中華民國102年（2013年）全國中等學校運動會：高中男生組競技體操鞍馬  銀牌
- 中華民國102年（2013年）全國中等學校運動會：高中男生組競技體操雙槓  銀牌
- 中華民國102年（2013年）全國中等學校運動會：高中男生組競技體操單槓  銀牌
- 中華民國102年（2013年）全國中等學校運動會：高中男生組競技體操吊環  銅牌
- 中華民國102年（2013年）全國中等學校運動會：高中男生組競技體操跳馬  銅牌
- 中華民國101年（2012年）全國競技體操錦標賽：高中男生組地板  金牌
- 中華民國101年（2012年）全國競技體操錦標賽：高中男生組跳馬  金牌
- 中華民國101年（2012年）全國競技體操錦標賽：高中男生組全能  銀牌
- 中華民國101年（2012年）全國競技體操錦標賽：高中男生組吊環  銀牌
- 中華民國101年（2012年）全國競技體操錦標賽：高中男生組雙槓  銀牌
- 中華民國101年（2012年）全國競技體操錦標賽：高中男生組單槓  銅牌
- 中華民國101年（2012年）全國競技體操錦標賽：高中男生組鞍馬第4名
- 中華民國101年（2012年）全國中等學校運動會：高中男生組競技體操全能  金牌
- 中華民國101年（2012年）全國中等學校運動會：高中男生組競技體操地板  金牌
- 中華民國101年（2012年）全國中等學校運動會：高中男生組競技體操吊環  金牌
- 中華民國101年（2012年）全國中等學校運動會：高中男生組競技體操單槓  金牌
- 中華民國101年（2012年）全國中等學校運動會：高中男生組競技體操鞍馬  銀牌
- 中華民國101年（2012年）全國中等學校運動會：高中男生組競技體操雙槓  銅牌
- 中華民國101年（2012年）全國中等學校運動會：高中男生組競技體操跳馬  銅牌
- 中華民國100年（2011年）全國中等學校運動會：國中男生組競技體操全能  金牌
- 中華民國100年（2011年）全國中等學校運動會：國中男生組競技體操地板  金牌
- 中華民國100年（2011年）全國中等學校運動會：國中男生組競技體操鞍馬  金牌
- 中華民國100年（2011年）全國中等學校運動會：國中男生組競技體操跳馬  金牌
- 中華民國100年（2011年）全國中等學校運動會：國中男生組競技體操成隊  銀牌
- 中華民國100年（2011年）全國中等學校運動會：國中男生組競技體操吊環  銅牌
- 中華民國100年（2011年）全國中等學校運動會：國中男生組競技體操雙槓  銅牌
- 中華民國100年（2011年）全國中等學校運動會：國中男生組競技體操單槓  銅牌
- 中華民國99年（2010年）全國競技體操錦標賽：國中男生組成隊  金牌
- 中華民國99年（2010年）全國競技體操錦標賽：國中男生組雙槓  金牌
- 中華民國99年（2010年）全國競技體操錦標賽：國中男生組鞍馬  金牌
- 中華民國99年（2010年）全國競技體操錦標賽：國中男生組全能  銀牌
- 中華民國99年（2010年）全國競技體操錦標賽：國中男生組地板  銀牌
- 中華民國99年（2010年）全國競技體操錦標賽：國中男生組單槓  銅牌
- 中華民國99年（2010年）全國競技體操錦標賽：國中男生組跳馬  銅牌
- 中華民國99年（2010年）全國競技體操錦標賽：國中男生組吊環  銅牌
- 中華民國99年（2010年）全國中等學校運動會：國中男生組競技體操成隊  金牌
- 中華民國99年（2010年）全國中等學校運動會：國中男生組競技體操雙槓  銀牌
- 中華民國99年（2010年）全國中等學校運動會：國中男生組競技體操鞍馬  銅牌
- 中華民國99年（2010年）全國中等學校運動會：國中男生組競技體操全能第4名
- 中華民國99年（2010年）全國中等學校運動會：國中男生組競技體操地板第5名
- 中華民國99年（2010年）全國中等學校運動會：國中男生組競技體操單槓第6名
- 中華民國98年（2009年）全國競技體操錦標賽：國中男生組成隊  金牌
- 中華民國98年（2009年）全國競技體操錦標賽：國中男生組地板  金牌
- 中華民國98年（2009年）全國競技體操錦標賽：國中男生組全能  銀牌
- 中華民國98年（2009年）全國競技體操錦標賽：國中男生組鞍馬  銀牌
- 中華民國98年（2009年）全國競技體操錦標賽：國中男生組雙槓第4名
- 中華民國98年（2009年）全國競技體操錦標賽：國中男生組單槓第4名
- 中華民國98年（2009年）全國競技體操錦標賽：國中男生組跳馬第6名
- 中華民國98年（2009年）全國競技體操錦標賽：國中男生組吊環第7名
- 中華民國98年（2009年）全國中等學校運動會：國中男生組競技體操雙槓  金牌
- 中華民國98年（2009年）全國中等學校運動會：國中男生組競技體操鞍馬  銀牌
- 中華民國98年（2009年）全國中等學校運動會：國中男生組競技體操地板  銅牌
- 中華民國98年（2009年）全國中等學校運動會：國中男生組競技體操單槓第6名
- 中華民國98年（2009年）全國中等學校運動會：國中男生組競技體操跳馬第7名
- 中華民國98年（2009年）全國中等學校運動會：國中男生組競技體操吊環第8名
- 中華民國97年（2008年）全國競技體操錦標賽：國中男生組跳馬  金牌
- 中華民國97年（2008年）全國競技體操錦標賽：國中男生組地板  銀牌
- 中華民國97年（2008年）全國競技體操錦標賽：國中男生組全能  銅牌
- 中華民國97年（2008年）全國競技體操錦標賽：國中男生組鞍馬  銅牌
- 中華民國97年（2008年）全國競技體操錦標賽：國中男生組吊環第4名
- 中華民國97年（2008年）全國競技體操錦標賽：國中男生組雙槓第7名
- 中華民國97年（2008年）全國競技體操錦標賽：國中男生組單槓第7名

## 外部連結
- 李智凱在International Gymnastics Federation（英语）
- 李智凱在Olympics.com（英语）
- 李智凱在Olympedia（英语）
- 李智凱 （页面存档备份，存于）在中華奧林匹克委員會的頁面（繁體中文）
- 李智凱的Facebook專頁
- 李智凱的Instagram帳戶